# Bateria Wilġa
Bateria Wilga (malt. Batterija tal-Wilġa, ang. Wilġa Battery) – bateria zbudowana w latach 1715–1716 na południe od miejscowości Marsaskala na wyspie Malta. Jest także znana jako Saint James Battery (malt. Batterija ta’ San Ġakbu) lub Zondodari Battery (malt. Batterija ta’ Zondodari).
Została zbudowana za panowania wielkiego mistrza Ramon Perellos y Roccaful. Jest jedną z wielu fortyfikacji, które zostały zbudowane na wybrzeżach Malty za panowania Ramona Perellos y Roccafula w realizowanym przez niego planie umocnienia wybrzeży wyspy siecią fortyfikacji nabrzeżnych. Wchodziła w skład łańcucha umocnień mających na celu obronę dużej zatoki Marsaxlokk Bay. W skład umocnień wchodziło 14 obiektów m.in. Bateria Pinto, Bateria Ferretti, Bateria Elminiech, Bateria Balbani dwie wieże de Redina: Wieża Bengħisa oraz Wieża Delimara.
Budowa umocnień rozpoczęła się w 1715 roku, a główne prace zakończono w grudniu 1716. Bateria została zbudowana na planie pięciokątu, który był zamknięty od strony lądu budynkiem na planie litery L. Do obecnych czasów nie zachowała się pięciokątna platforma artyleryjska, która została rozebrana w 1994 roku w celu zbudowania drogi do elektrowni Delimara Power Station.
28 czerwca 2013 roku została wpisana na listę National Inventory of the Cultural Property of the Maltese Islands pod numerem 01406.